# Дафер (Орегон)
Дафер (енгл. Dufur) град је у америчкој савезној држави Орегон.

## Демографија
По попису из 2010. године број становника је 604, што је 16 (2,7%) становника више него 2000. године.
| Група             | 2000.       | 2010.       |
| Белци             | 567 (96,4%) | 571 (94,5%) |
| Афроамериканци    | 0 (0,0%)    | 0 (0,0%)    |
| Азијати           | 0 (0,0%)    | 1 (0,2%)    |
| Хиспаноамериканци | 8 (1,4%)    | 9 (1,5%)    |
| Укупно            | 588         | 604         |